# Алтынбаева, Зарина Анваровна
Зарина Анваровна Алтынбаева (каз. Зарина Әнуарқызы Алтынбаева; род. 11 января 1985, Алма-Ата, КазССР, СССР) — казахстанская оперная певица. Является магистром музыки Goldsmiths University of London, который окончила в 2011 году с красным дипломом. Обладатель государственной награды «Народная благодарность» и ордена «Курмет». Тип голоса — сопрано.

## Биография и творческий путь
Зарина Алтынбаева родилась в Алма-Ате.
Поступила в республиканскую школу искусств им. Бучина (г. Караганда).
В 2002 году Зарина Алтынбаева поступила в Казахскую национальную консерватории им. Курмангазы по специальности «Вокальное искусство» (класс М. Тулегеновой).
В 2010 году с отличием закончила Вестминстерский университет (Лондон), где получила степень бакалавра искусств.
В 2011 году она с отличием окончила Лондонский университет Goldsmiths, получив степень магистра музыки.

С 2014 года певица служит в Государственном академическом театре оперы и балета им. Абая (г. Алматы). В репертуар Зариной Алтынбаевой входят такие партии, как «Травиата» (Д. Верди), «Севильский цирюльник» (Д. Россини), «Любовный напиток» (Г. Доницетти), «Абай» (А. Жубанов, Л. Хамиди) и другие. Партия исполнительницы в опере «Искатели жемчуга» (Ж. Бизе) была особенно отмечена критиками: 
Голос молодой певицы с незабываемым тембром, легкими верхами, такой летящий, позволяет его обладательнице передать малейшие нюансы психологического состояния героини. Алтынбаева легка, пластична, она безукоризненно двигается, ее огромные распахнутые глаза – это глаза ребенка и мудрой женщины одновременно.
Зарина Алтынбаева ведет активную гастрольную деятельность, выступала на сценах мировых оперных театров, таких как Pergolesi Opera Theater (Италия), Astana Opera (Казахстан), Грузинский театр оперы и балета им. Палиашвили (Грузия), Tokyo Bunka Kaikan (Япония), Мариинский театр, Геликон Опера (Россия) и др.
В 2017 году Зарина Алтынбаева в дуэте с Димашем Кудайбергеновым выступила на Церемонии открытия 28-й зимней Универсиады, проходившей в спортивном комплексе «Алматы-Арена».
В 2018 году Зарина Алтынбаева стала лауреатом I премии международного конкурса «Alion Baltic International Music Competition» в Таллине (Латвия, 2018). В том же году стала обладательницей I премии и получила приз зрительских симпатий престижного международного конкурса в Токио «XVI Tokyo Music Competition» (Япония, 2018), ставшим, по словам самой артистки, самым уникальным и особенным опытом в ее творческой жизни. Спустя год певица стала лауреатом международного оперного конкурса «Montecatini Opera Competition» в Монтекатини (Италия, 2019).
В 2019 году Зарина Алтынбаева организовала Республиканский академический конкурс-фестиваль юных музыкантов «Prima Nota Fest», который с 2023 года носит название «Zarina Altynbayeva Youth Music Competition».
В 2020 году Зарина Алтынбаева приняла участие в Церемонии открытия года Абая Кунанбаева в Турции, в Анкаре, где под сопровождение президентского оркестра выступила с арией Ажар из оперы «Абай». Также Зарина Алтынбаева исполнила песню «Амал жоқ» в обработке Т. Жармагамбета, стихи которой принадлежат Абаю и являются его переводом письма Татьяны к Онегину (отрывок из романа «Евгений Онегин» А. Пушкина).
Певица исполняет репертуар бельканто и веризм, но предпочитает музыку эпохи барокко.
В 2020 году Зарина выпустила сольный альбом «Жемчужины барокко» под японским лейблом «Bliss International». Альбом стал лидером продаж в Болгарии.
Выступлением певицы завершился 85-й театральный сезон театра оперы и балета им. Абая «Scherzi Musicali di Monteverdi». Онлайн-концерт состоялся с участием контртенора Батыржана Смакова, скрипачки Мадины Капеу и струнного барочного ансамбля, транслировался по национальному телеканалу «Хабар».
В этом же году она дала серию концертов с Государственным академическим симфоническим оркестром Республики Казахстан, исполняя музыку эпохи барокко.
В 2022 году состав артистов из Казахстана выступил в камерном зале Берлинской филармонии в честь 30-летия установления дипломатических отношений между Германией и Казахстаном.
Также в 2022 году Зарина Алтынбаева выступила в опере «Орфей и Эвридика» Кристофа Глюка на сцене Азербайджанского государственного академического театра оперы и балета (г. Баку).

## Награды и премии

### Государственные награды Республики Казахстан
- Медаль «Народная благодарность» (2019)[20]
- Орден «Курмет» Республики Казахстан (2021)[21]

### Другие награды, поощрения и общественное признание
- Награда международного музыкального фестиваля «Star of Asia» (Казахстан, 2017)
- Звание лауреата I премии «V Alion Baltic International Music Competition» (Латвия, 2018)
- Звание лауреата I премии и приз зрительских симпатий «XVI Tokyo Music Competition» (Япония, 2018)[9]
- Международная премия «Алтын Адам - Человек года» и звание лауреата национального проекта «№ 1 Выбор года в Казахстане» (Казахстан, 2018)[22]
- Звание лауреата II премии «Montecatini Opera Competition» и контракт с итальянским оперным театром «Parma Opera» на 2020 год (Италия, 2019)[11]
- Звание лауреата «Евразийской международной премии» (Казахстан, 2019)[23]
- Медаль «Абай – 175 лет» (Казахстан, 2020)

## Оперный репертуар
| Название произведения                              |
| -------------------------------------------------- |
| Виолетта «Травиата» (Д. Верди)                     |
| Сопрано «Кармина Бурана» (К. Орф)                  |
| Адина «Любовный напиток» (Г. Доницетти)            |
| Лейла «Искатели жемчуга» (Ж. Бизе)                 |
| Джульетта «Капулетти и Монтекки» (В. Беллини)      |
| Розина «Севильский цирюльник» (Д. Россини)         |
| Оскар «Бал-маскарад» (Д. Верди)                    |
| Музетта «Богема» (Д. Пуччини)                      |
| Адель «Летучая мышь» (И. Штраус)                   |
| Клоринда «Золушка» (Д. Россини)                    |
| Ажар «Абай» (А. Жубанов, Л. Хамиди)                |
| Недда «Паяцы» (Р. Леонкавалло)                     |
| Микаэлла «Кармен» (Ж. Бизе)                        |
| Джильда «Риголетто» (Д. Верди)                     |
| Норина «Дон Паскуале» (Г. Доницетти)               |
| Люси «Телефон» (Д. Минотти)                        |
| Клеопатра «Юлий Цезарь в Египте» (Ф. Гендель)      |
| Эвридика «Орфей и Эвридика» (К. Глюк)              |
| Хан Султан «Хан Султан. Алтын Орда» (Х. Шангалиев) |
| Мими «Богема» (Дж. Пуччини)                        |